# Calamus paspalanthus
Calamus paspalanthus är en enhjärtbladig växtart som beskrevs av Odoardo Beccari. Calamus paspalanthus ingår i släktet Calamus och familjen Arecaceae. Inga underarter finns listade i Catalogue of Life.